# Hidravlična roka
Hidravlična roka (ang. backhoe, tudi rear actor ali back actor) je naprava na zadnjem delu traktorskega kopača. Po navadi je nanjo nameščena žlica, lahko pa tudi klešče, hidravlično udarno kladivo, tiltrotator, sveder in druga oprema. 

## Glavni proizvajalci
- Case CE (podružnica od CNH)
- Caterpillar Inc.
- Çukurova
- Deere & Company
- Ford Motor Company
- Hitachi Construction Machinery (Europe)
- Hidromek
- Hydrema
- JCB
- Komatsu
- Kubota
- LiuGong
- Massey Ferguson (podružnica od AGCO)
- Terex
- Volvo Construction Equipment (Podružnica Volvo)
- XCMG